# Peraleda de San Román
Paradela de San Román este un oraș din Spania, situat în provincia Cáceres din comunitatea autonomă Extremadura. Are o populație de 342 de locuitori.
1. ↑  Nomenclátor Geográfico de Municipios y Entidades de Población (20240402 edition)